# Faramea coronata
Faramea coronata är en måreväxtart som beskrevs av Johannes Müller Argoviensis. Faramea coronata ingår i släktet Faramea och familjen måreväxter. Inga underarter finns listade i Catalogue of Life.